# Kanfen
Kanfen – miejscowość i gmina we Francji, w regionie Grand Est, w departamencie Mozela.
Według danych na rok 1990 gminę zamieszkiwały 722 osoby, a gęstość zaludnienia wynosiła 85 osób/km² (wśród 2335 gmin Lotaryngii Kanfen plasuje się na 473. miejscu pod względem liczby ludności, natomiast pod względem powierzchni na miejscu 709.).